# Comune indipendente
Portano il titolo di "Comune indipendente" (in tedesco Selbständige Gemeinde) alcune città e alcuni comuni del Land tedesco della Bassa Sassonia che, oltre ai compiti tipici di un comune, svolgono anche quelli delle comunità amministrative della Germania.
Il titolo è attribuito a tutte le città del Land con popolazione superiore ai 30.000 abitanti, e ad alcune città particolarmente importanti con popolazione compresa fra i 20.000 ed i 30.000 abitanti.
Il titolo di "Comune indipendente" dà poteri più limitati rispetto alla "Grande città indipendente" del Land.

## Lista dei "Comuni indipendenti"
- Achim
- Alfeld (Leine)
- Aurich
- Bad Pyrmont
- Barsinghausen
- Bramsche
- Buchholz in der Nordheide
- Burgdorf
- Buxtehude
- Cloppenburg
- Duderstadt
- Einbeck
- Ganderkesee
- Garbsen
- Georgsmarienhütte
- Gifhorn
- Hann. Münden
- Helmstedt
- Holzminden
- Isernhagen
- Laatzen
- Langenhagen
- Leer
- Lehrte
- Melle
- Meppen
- Neustadt am Rübenberge
- Nienburg/Weser
- Norden
- Nordenham
- Nordhorn
- Northeim
- Osterholz-Scharmbeck
- Osterode am Harz
- Papenburg
- Peine
- Rinteln
- Ronnenberg
- Schortens
- Seelze
- Seesen
- Seevetal
- Sehnde
- Springe
- Stade
- Stuhr
- Uelzen
- Varel
- Vechta
- Verden (Aller)
- Wallenhorst
- Walsrode
- Weyhe
- Winsen (Luhe)
- Wolfenbüttel
- Wunstorf

## Altre categorie di città tedesche constatusspeciale
- Grande città di circondario (Große kreisangehörige Stadt), in Brandeburgo, Renania Settentrionale-Vestfalia, Renania-Palatinato, Schleswig-Holstein e Turingia
- Media città di circondario (Mittlere kreisangehörige Stadt), nella Renania Settentrionale-Vestfalia
- Grande città circondariale (Große Kreisstadt), in Baden-Württemberg, Baviera, Sassonia
- Grande città indipendente (Große selbständige Stadt), in Bassa Sassonia
- Città media (Mittelstadt), nel Saarland
- Città con status speciale (Sonderstatusstadt), in Assia